# Mazimero (periodiskt vattendrag i Rutana)
Mazimero är ett periodiskt vattendrag i Burundi.   Det ligger i provinsen Rutana, i den centrala delen av landet, 110 kilometer sydost om huvudstaden Bujumbura.
I omgivningarna runt Mazimero växer huvudsakligen savannskog. Runt Mazimero är det ganska tätbefolkat, med 80 invånare per kvadratkilometer.